# Лонг блэк
Лонг блэк (англ. long black) — кофейный напиток на основе эспрессо, наиболее распространённый в Австралии и Новой Зеландии.

## Приготовление
Лонг блэк готовится путём добавления одинарной или двойной порции эспрессо в горячую воду (вода обычно подогревается при помощи эспрессо-машины).
Напиток схож с американо, однако в последнем вода добавляется в эспрессо, а не наоборот. Последовательность приготовления, использующаяся в лонг блэк, позволяет сохранить крема, которая появляется во время экстракции на поверхности эспрессо.